# ソウルケーキ

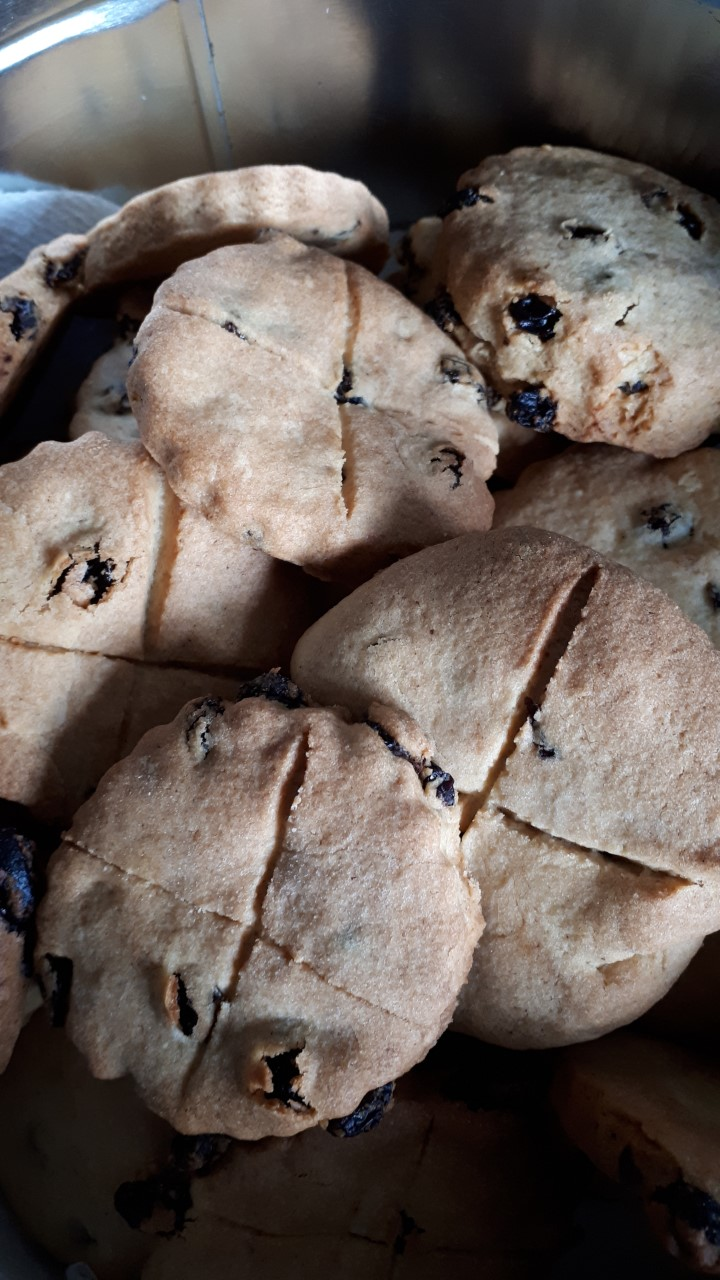
ソウルケーキの例

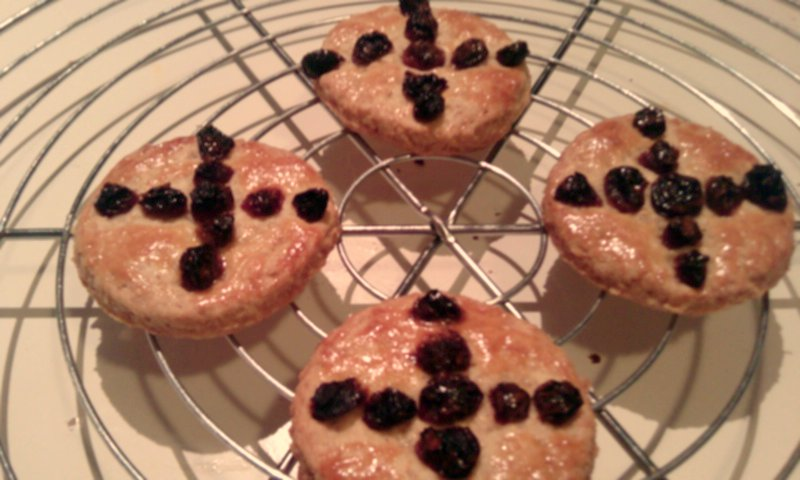
ソウルケーキの例

ソウルケーキ（英語: soul cake）は、イギリスにおいてハロウィンに欠かせない菓子である。
日本語のカタカナ表記ではソウル・ケーキもある。

## 概要
ショートブレッドにも近いクッキーのような菓子である。
表面に十字架をあしらった菓子である。丸い形にして、表面に十字の模様を入れることが多いが、特に決まりはなく、菓子の表面にレーズンを十字に置いたり、ナイフなどで筋を付けることもある。菓子の材料や配合にも特に決まりはなく、作る家庭ごとに味が違う。

## 歴史
イギリス西部のチェシャーでは、1860年まで、子供たちは「ソウリングソング（Souling Song）」を歌いながら近所の家々‐特に裕福な家を巡ってはソウルケーキや施し物をもらっていた。丸いソウルケーキは「人間の魂」を表しており、ソウルケーキを作った人の祖先の霊のうち煉獄にいる霊が天国へ行けるようソウルケーキを食べる子供たちは祈り、願うことになっていた。煉獄にいる霊は、生きている人々の祈りによって痛みが和らげられるとともに、煉獄にいる期間が短くなると信じられていたためである。各家庭で大量に作られるソウルケーキは、その家の人々の煉獄にいる霊を少ないと思う気持ちの表れでもあった。また、そうやってつくられたソウルケーキの1つを翌年まで「お守り」として保存しておくことも行われていた。この習慣がトリック・オア・トリートの由来とする説もある。